# Untitled Goose Game
Untitled Goose Game (tạm dịchː Trò chơi Ngỗng Không tên) là một trò chơi điện tử giải đố lén lút được phát triển bởi House House và xuất bản bởi Panic, ra mắt vào ngày 20 tháng 9 năm 2019 trên Windows, macOS và Nintendo Switch. Người chơi điều khiển một con ngỗng quấy phá dân cư của một ngôi làng ở Anh.
Game nhận được đánh giá khá tích cực của giới phê binh về lối chơi ngớ ngẩn và hài hước. Trò chơi đã thắng giải Trò chơi của năm của Giải thưởng D.I.C.E hằng năm lần thứ 23. Trò chơi đã bán được hơn một triệu bản tính đến cuối năm 2019.

## Lối chơi
Lấy bối cảnh ở một ngôi làng ở Anh, người chơi điều khiển một con ngỗng và có thể sử dụng các kỹ năng như kêu, vỗ cánh và gắp đồ vật bằng mỏ để làm phiền mọi người. Ngôi làng được chia thành nhiều khu vực, mỗi khu vực đều có một danh sách các mục tiêu cần thực hiện chẳng hạn như đánh cắp một số đồ vật hoặc lừa con người thực hiện một số hành động nhất định. Khi hoàn thành đủ các nhiệm vụ này thì ngỗng có thể đi tới một khu vực mới. Sau 4 khu vực, ngỗng bước vào một mô hình thu nhỏ của ngôi làng để đánh cắp một cái chuông và quay trở lại các khu vực cũ trong khi bị dân làng đuổi theo. Đoạn kết của trò chơi tiết lộ rằng con ngỗng này đã lấy cắp rất nhiều chuông từ trước. Ngoài ra còn có một số nhiệm vụ ẩn.

## Lịch sử phát triển
Game được phát triển bởi House House, một studio gồm bốn người bạn có trụ sở tại Melbourne, Úc. Trò chơi là dự án thứ hai của House House.
House House chia sẻ rằng trò chơi Super Mario 64 là nguồn cảm hứng ban đầu cho các loại game mà họ muốn thể phát triển. Họ muốn người chơi điều khiển một nhân vật có thể di chuyển trong môi trường 3D. Trò chơi đầu tiên của họ, Push Me Pull You, sử dụng 2D và màu sắc phẳng. Họ cũng đã sử dụng phương pháp thẩm mỹ tương tự trong Untitled Goose Game bằng cách chọn sử dụng lưới low poly, thiết kế màu sắc phẳng và các mô hình 3D không kết cấu.
Nhân vật con ngỗng ban đầu chỉ là một hình ảnh trên mạng với ý tưởng là các nhân vật NPC sẽ có phản ứng với nó. Họ đã tạo ra một hệ thống mà trong đó các NPC sẽ đi dọn dẹp các dụng cụ nếu chúng bị di chuyển. Sau khi hạn chế phạm vi quan sát của các NPC, trò chơi đã có cảm giác như một game hành động lén lút độc đáo. Thay vì phải luôn trốn tránh, giấu mình như trong hầu hết các trò chơi kiểu này, mục tiêu là để con ngỗng thu hút sự chú ý của các NPC mà không bị bắt. House House đã tạo ra một cấu trúc sử dụng các nhiệm vụ với các mục tiêu cụ thể tương tự như các nhiệm vụ ám sát trong loạt game Hitman. Nhóm đã chọn ngôi làng ở Anh làm bối cảnh của trò chơi vì "tính nghiêm túc" ở đó sẽ là "phản đề của con ngỗng", theo nhà phát triển Nico Disseldorp. Cái tên Untitled Goose Game là kết quả của việc phải nhanh chóng đưa ra một tiêu đề khi biết rằng trò chơi đã được chấp nhận để được trình chiếu tại Fantastic Arcade của Fantastic Fest ở Texas. Tiêu đề Trò chơi Ngỗng không tên cũng người hâm mộ nhớ nhất khi trò chơi bắt đầu được quảng bá trên mạng xã hội. Cái tên duy nhất khác mà họ đã đưa ra là Some Like it Honk để thay thế, nhưng đã không được xem xét.

## Đón nhận
Untitled Goose Game nhận được đánh giá nói chung là thuận lợi, theo tổng hợp đánh giá Metacritic.

### Doanh số
Untitled Goose Game đã bán được hơn 100.000 bản trên toàn thế giới trong vòng hai tuần đầu tiên mở bán. Đến cuối 2019 đã bán được hơn một triệu bản trên tất cả các nền tảng.